# Concepts de Disneyland Paris
Disneyland Paris étant un complexe touristique centré sur des parcs à thèmes, chaque parc et chaque land possède son thème particulier.
C'est autour de cette spécificité que va être rythmée l'expérience du visiteur dans sa visite des parcs.

## Disneyland Park
En fait, le visiteur vit avec Main Street, USA l'évolution d'une ville américaine entre le XIXe et le XXe siècle ; avec Discoveryland, il découvre les différents avenirs de l'humanité conçus par différents visionnaires ; avec Fantasyland, il est familiarisé avec l'univers de Walt Disney, cet univers venant principalement de la culture européenne ; avec Frontierland, c'est l'histoire d'une ville du Far West chargée de légende qu'il est amené à découvrir ; enfin, avec Adventureland, il est immergé dans un magnifique univers d'exotisme.

### Main Street USA
Main Street USA a un rôle premier dans la structure du parc, car c'est ce land qui nous plonge dans la magie, et il doit le faire progressivement. Si vous étiez directement mis en présence d'un décor de carton plâtre, il y aurait peu de chances que vous soyez conquis. Il est donc logique que ce land possède un thème évolutif, et, afin d'illustrer ce thème, la décoration est aussi évolutive. Notons l'architecture de plus en plus moderne (en témoignent les dates en haut des bâtiments), mais aussi l'arrivée de lampadaires électriques qui remplacent ceux au gaz (détail amusant, l'électricité fait son entrée juste après le croisement avec la rue Edison). Afin de remplir ce rôle de plongée dans un royaume enchanté, plusieurs astuces sont utilisées. La première est l'évolution au fur et à mesure de notre avancement, et la seconde celle de nous faire marcher vers le château, véritable aimant central du parc.
Au début de la réflexion sur la conception du parc, les imagineers ont cherché à s'éloigner du thème et à faire rêver les Européens avec leurs impressions de l'Amérique moderne (en opposition à l'ancienne Amérique représentée par Frontierland). Ils ont donc eu recours à la mythologie du Chicago des années 1920 et à la période de la prohibition, ce qui donne des illustrations et recherches graphiques inédites (comme un restaurant rétro contenant une locomotive, un système de transport ferré aérien qui évoluerait dans des galeries couvertes, ou un thêàtre de Circlevision dans le style hollywoodien). Après avoir essayé ces alternatives, les imagineers ont finalement choisi de retourner au thème conçu par Walt Disney lui-même, et ont donc également adopté pour ce resort l'exemple de Marceline (la ville d'enfance de Walt Disney). Le croisement de ses deux recherches donne une Main Street fidèle aux autres dans l'esprit, mais avec des innovations comme les deux arcades : Liberty Arcade et Discovery Arcade.
La ville présente aussi sa propre histoire. Au début il n'y avait que l'entrée de la ville avec le Plaza Gardens Restaurant, puis sont apparus gare et grand magasin (Emporium), et le tout s'est développé jusqu'à cette ville florissante que nous pouvons admirer aujourd'hui. Pourquoi florissante ? Car l'atmosphère nous apporte des preuves de vie. Par exemple l’ambiance sonore (bruits d'ablutions matinales, de leçons de chant, d'opérations dentaires) ou les maisons dévoilant des modes de vies et des goûts différents en fonction des propriétaires.

### Discoveryland

#### Le concept d'origine
À Discoveryland, il est question de montrer le futur vu par différents visionnaires, et dont chaque attraction est le témoin.
- Le Visionarium introduisait les visiteurs dans une aventure à travers l'Histoire. Timekeeper, un robot inventeur de la machine à remonter le temps, démontrait cette technologie sous les yeux des spectateurs. Basée en partie sur l'œuvre de l'écrivain britannique H. G. Wells qui traitait du même thème, cette attraction révélait différentes visions successives du futur en fonction des époques comme celles de Léonard de Vinci ou de Jules Verne. Cet aspect atemporel du spectacle constituait l'introduction aux autres thèmes de Discoveryland[4].
- Orbitron est un véritable monument en hommage aux travaux de Léonard de Vinci, ainsi qu'à d'autres visionnaires. L'attraction représente plus l'avenir qu'une vision précise de l'avenir.
- Videopolis, avec son café Hypérion, est basé sur le film L'Île sur le toit du monde (1974). Ce bâtiment est la représentation de la conquête des cieux par les premiers dirigeables[5].
- Space Mountain et le Nautilus, issus des romans de Jules Verne, représentent la vision qu'avait cet auteur des voyages vers la Lune[6] et sous la mer[7], l'aspect visionnaire de ces romans étant mis en avant.
- Autopia, un circuit de voitures directement issu de la tradition des parcs Disney, montre les fameuses voitures (volantes ou non), idoles d'une certaine époque du XXe siècle. Fidèle à la façon dont on imaginait le transport routier en ce temps-là, l'attraction emmène les visiteurs sur un circuit rétrofuturiste impressionnant[8].
- Star Tours montre la vision du futur du point de vue de George Lucas et de son œuvre cinématographique phare Star Wars. Reprenant le même thème que Space Mountain, le voyage dans l'espace, l'attraction le présente de manière moderne[9], et elle est également accompagnée d'un spectacle en 3D (également produit par le travail de Lucas) dans lequel Michael Jackson (ou Captain Eo) vit une épopée galactique moderne.

#### Le nouveau concept
Aux alentours de 2005, Discoveryland a été modifié, les thèmes présentés étant maintenant plus modernes.
Ci-dessous sont listées les attractions nouvelles ou transformées.
- Le Visionarium a fermé en 2004 et laissé la place à Buzz Lightyear Laser Blast en 2006. Cette nouvelle attraction met en scène le personnage de Buzz l'Éclair, des films Toy Story, ainsi que sa confrontation avec Zurg, son ennemi juré, à laquelle prennent part les visiteurs.
- Space Mountain a subi une réhabilitation en 2005 et présente désormais un voyage spatial selon la vision de Jules Verne, mais de façon plus moderne. Par exemple, l'objectif du voyage est situé aux confins de l'univers, au-delà de la lune.
- Entre 1999 et 2010, l'attraction Chérie, j'ai rétréci le public a remplacé Captain Eo. Il s'agissait d'une démonstration de la technologie de la machine à rétrécir.

Discoveryland a renforcé, par rapport au thème des visionnaires, la vision du futur envisagé de nos jours.

### Fantasyland
Fantasyland présente les contes et récits européens, selon la vision qu'en a donné Walt Disney. On peut constater une organisation spatiale particulière dans ce land.
- La zone française rassemble les contes de Charles Perrault[11] : le château de la Belle au bois dormant et l'auberge de Cendrillon, dans un style paisible évoquant l'élégance. Le roi Arthur ainsi que le haricot magique peuvent s'ajouter plus ou moins à cette zone.
- La partie allemande avec les contes des frères Grimm est représentée par Blanche-Neige[12]. L'attraction évoque une atmosphère plus sombre et inquiétante.
- La contrée italienne est représentée par Pinocchio de Carlo Collodi, ainsi que ses alentours[13]. Plus chaleureuse en apparence, elle constitue la dernière zone avant la rivière qui divise Fantasyland en deux.
- Au Nord de cette rivière se trouve la région britannique[14]. Plus fantaisiste et onirique, elle présente Peter Pan de James Barrie, Alice au Pays des Merveilles de Lewis Carroll ainsi que Le Vent dans les Saules de Kenneth Grahame. Cette partie rompt totalement avec le classicisme des précédentes.
- Au fond de Fantasyland se trouve une zone que l'on qualifierait audacieusement de mondiale. It's a Small World emmène les touristes dans un voyage autour du monde, et le Pays des Contes de Fées à la découverte des récits du monde entier (toujours revus par Disney)[15].
- Enfin, une dernière zone, au dos de la zone française constitue une allée en direction de la place centrale du parc. Le restaurant vénitien de La Belle et le Clochard et un service de glaces inspiré de Fantasia évoquent tous les deux la détente du littoral méditerranéen.

### Frontierland
Ce land concerne la période de la ruée vers l'or. Il met en scène Thunder Mesa, une ville minière développée autour de la mine d'or de Big Thunder Mountain. Les visiteurs peuvent découvrir les mystères d'un tel lieu.
Les imagineers ont développé une légende pour Thunder Mesa. Les premiers pionniers étaient venus pour l'or et ont vite fait fortune. Naturellement, la ville a vite prospéré. Un autre aspect de la légende concerne un esprit vénéré par les Indiens, l'Oiseau du Tonnerre, dont le territoire sacré a été profané lorsque la mine a été ouverte. Cet esprit a par la suite jeté sa malédiction sur la famille Ravenswood, qui possédait la Big Thunder Mining Company. La mort des parents Ravenswood et la ruine des noces de leur fille Mélanie en est le résultat (voir Phantom Manor).
Les visiteurs sont invités à explorer les profondeurs de Big Thunder Mountain, le manoir des Ravenswood à présent hanté, ou vivre une croisière à travers les paysages de l'Ouest.

### Adventureland
Ici les imagineers ont développé un concept similaire à celui de Fantasyland, mais en version exotique. Plusieurs régions du globe sont évoquées.
- L'entrée du land, à l'instar de Fantasyland, est représentée par un magnifique palais oriental et une ville tout droit sortie des contes des Mille et Une Nuits. Ici sont évoqués ces contes qui assurent le lien entre la féerie et l'exotisme[18]. Le film Aladdin est mis en avant par l'attraction du Passage enchanté d'Aladdin.
- L'Afrique centrale est la contrée suivante. Ici, pas d'attractions, mais des boutiques et des restaurants participant à cette atmosphère africaine. Le restaurant Hakuna Matata, inspiré du Roi Lion, en est la pièce centrale.
- Les Caraïbes constituent la région centrale d'Adventureland. La piraterie y est le thème le plus abordé, de par la présence de l'attraction Pirates des Caraïbes d'une part, mais aussi de l'Ile de l'Aventure qui à elle seule rassemble le navire du Capitaine Crochet, l'arbre des Robinson et la grotte de Ben Gunn (ces derniers venant des romans et films Disney Peter Pan, La Famille des Robinsons Suisses et L'Île au Trésor)[19].
- L'Asie est la partie la plus lointaine et la plus mystérieuse d'Adventureland. Son thème concerne les explorateurs, notamment Indiana Jones, dont l'attraction entraîne les touristes dans une périlleuse exploration archéologique d'un temple perdu[20]. Il existe également des allusions au Livre de la Jungle, inspiré de Rudyard Kipling.

## Walt Disney Studios
Dans Walt Disney Studios, le visiteur se retrouve immergé au sein du XXe siècle et l'âge d'or du cinéma.
Avec Front Lot, on arrive sur un univers de ville reconstituée avec une artère commerçante et une galerie marchande couverte sur le thème du cinéma (caméra, rail de travelling…).
Avec Production Courtyard, on pénètre les coulisses des productions : effets spéciaux et décors variés sont au rendez-vous.
Ensuite, avec Toon Studio, c'est un univers consacré aux enfants qui se dévoile avec des attractions mais aussi les secrets de l'animation (dessins animés, films) chez Disney.
Enfin, au Backlot se donnent rendez-vous les intrépides visiteurs avec un cocktail d'attractions à sensation et d'effets spéciaux en tout genre.

### Front Lot
C'est une reproduction des studios Hollywoodiens des années 1930. Elle se situe à l'entrée et possède deux boutiques. Walt Disney Studio Store et Studio Photo. Au milieu se trouve une fontaine inspiré du film Fantasia de 1940 avec Mickey qui y trône à l'aide de ses balais magiques.
Studio 1 est le nom d'un grand studio qui suit l'entrée du parc. À l'intérieur se trouve une grande rue commerçante et représente le Hollywood Boulevard durant l'âge d'Or du cinéma et révèle les artifices des décorateurs avec ses nombreuses boutiques dissimule derrière de véritable façades de cinéma. L'espace est divisé en deux par une rue :
Légendes d'Hollywood est une boutique située sur la gauche est une succession de trois espaces.
Restaurant Coulisses est un fast food avec service au comptoir. Un étage offre une vue panoramique sur l'ensemble du bâtiment.

### Production Courtyard
C'est la première section dès la sortie du Studio 1. Elle représente une avenue hollywoodienne mais aussi de véritables studios. Elle possède la Tower of Terror mais aussi Studio Tram Tour, le célèbre tour en tram qui permettant de découvrir les coulisses des studios et tournage. À gauche se trouve La place des Stars dans laquelle on trouve CinéMagique, Stitch Live et Disney Junior – Live on Stage!.

### Toon Studio
Cette section a ouvert en juin 2007 et remplace l'ancienne section de Animation Courtyard. Elle possède l'attraction Crush's Coaster et Cars Quatre Roues Rallye, ainsi que la zone Toy Story Playland ouvert en 2010 et l'attraction Ratatouille : L'Aventure totalement toquée de Rémy. Toon Studio reprend le thème des studios des Toons.

### Backlot
C'est la partie située au fond du parc à gauche. Elle reproduit à quoi ressemble les studios de nos jours. Cette section est particulièrement connue pour ses attractions à sensations fortes telles que Rock 'n' Roller Coaster ou Armageddon : Les Effets Spéciaux. Mais aussi pour son spectacle.